# Scheltopusik
Scheltopusik (Pseudopus apodus) är en benlös ödla som hör till familjen kopparödlor. Arten kan nå en längd på något mer än en meter och är därmed den största nu levande kopparödlan. Den förekommer i sydöstra Europa och i västra Asien. Ödlan dödas ibland av människor som misstar den för en orm. Men den är som alla andra kopparödlor ofarlig för människor. Ödlans trivialnamn scheltopusik kommer från det ryska ordet "zjeltopuzik" som betyder "gulbuk", ett ord som allmänt användes om ormliknande djur.

## Kännetecken
Arten är den största benlösa kopparödlan och en fullvuxen individ kan vara mer en meter lång (maxlängd omkring 135 centimeter). Kroppen är ormliknande, lite hoptryckt från sidorna men annars närmast cylindrisk. Frambenen är fullständigt tillbakabildade och bakbenen är starkt reducerade, det enda som återstår är två små stumpar på undersidan av den bakre delen av kroppen nära kloaköppningen. Svansen är lång med spetsig ände. Huvudet är tydligt ödlelikt med ögon som skyddas av ögonlock och synliga öronöppningar. Längs kroppens sidor, från öronöppningarna till analspringan, går en tydlig längsfåra. Kroppen hos fullvuxna ödlor är rödbrun på ovansidan, eller mörkt halmgul. Svansen är oftast mörkast. Huvudet är ljusare. Unga ödlor är ljusare gråaktiga med mörka strimmor.

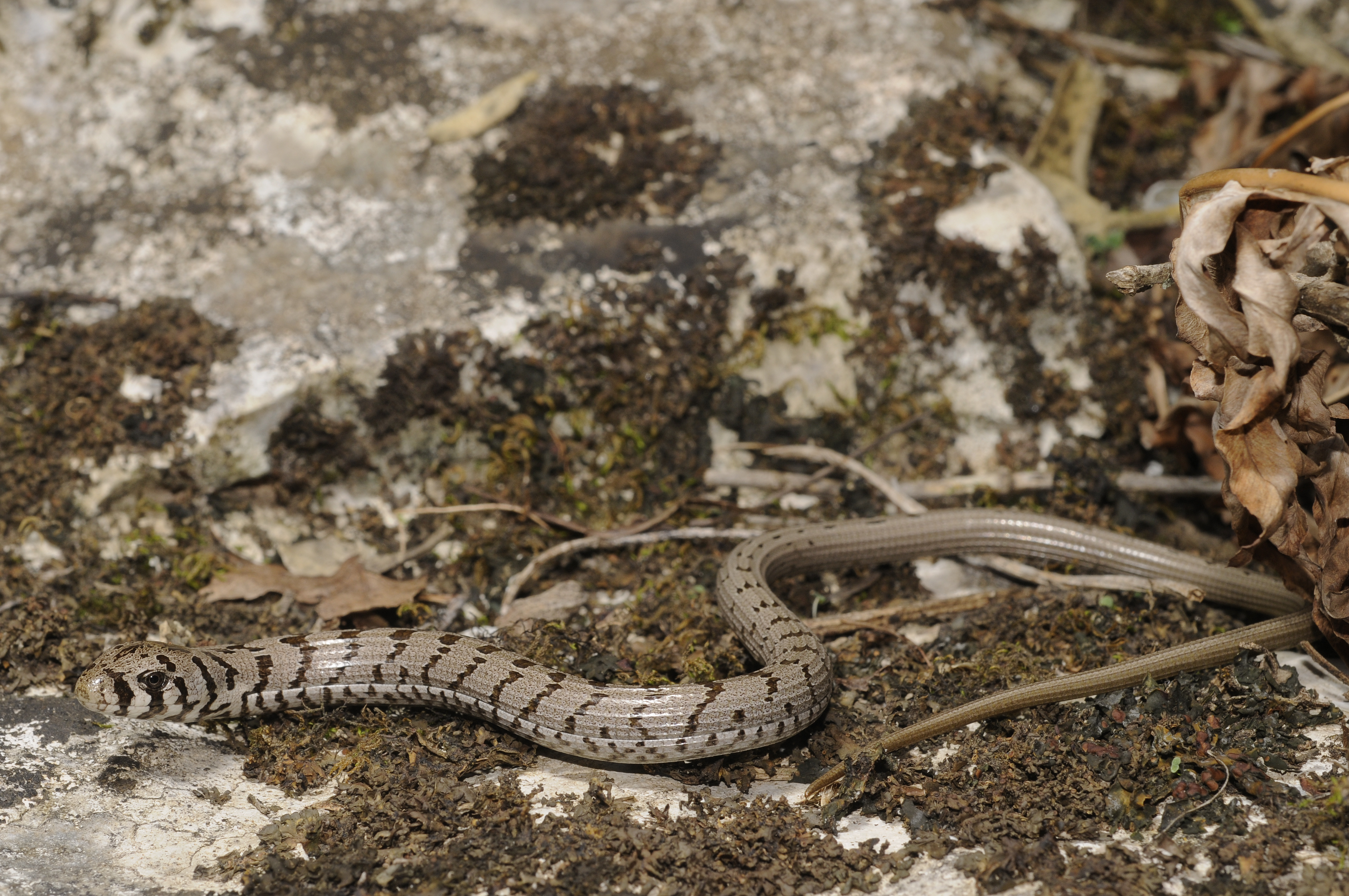
En ung scheltopusik.

## Utbredning
I sydöstra Europa förekommer scheltopusiken i främst i Balkanområdet, längs Adriatiska havets östra kust från Kroatien till Bosnien och Hercegovina, Montenegro, Albanien, södra Makedonien och Grekland samt i södra och östra Bulgarien. På andra sidan Svarta havet finns den från Krimhalvön (södra Ukraina) och österut längs den ryska svartahavskusten till Kaukasus. I Turkiet finns scheltopusiken i de västra och nordöstra delarna, samt i söder kring İskenderunbukten. Från nordöstra Turkiet finns arten sedan vidare genom Georgien och Armenien till områdena vid Kaspiska havets västra och södra kust (södra delen av ryska kusten, Azerbajdzjan, norra Iran och södra Turkmenistan) och därifrån till Afghanistan, södra Uzbekistan, sydöstra Kazakstan, Kirgizistan och Tadzjikistan. Från områdena omkring İskenderunbukten i södra Turkiet förekommer den vidare söderut till västra Syrien, Libanon, norra Israel och nordvästligaste Jordanien.
Scheltopusiken vida utbredningsområde och uppskattningen av den sammanlagda populationen som relativt stabil gör att arten som helhet inte är att betrakta som hotad enligt Internationella naturvårdsunionen. På den internationella rödlistan är den därför listad som livskraftig. I södra delarna av utbredningsområdet kan den dock lokalt vara hotad av habitatförlust. Den är i Europa skyddad enligt Bernkonventionens appendix II. I Israel är arten också skyddad enligt lag. Arten finns upptagen på Ukraina och Kazakstans rödlistor.

## Levnadssätt
Scheltopusiken förekommer främst i områden med buskvegetation eller glesa skogar. Den finns ofta i lite torrare områden, såsom på steniga sluttningar, eller bland låga kullar men förekommer också i floddalar. I delar av utbredningsområdet har ödlan återfunnits på öppnare gräsmarker. Den kan även förekomma i människans närhet, till exempel i traditionellt brukade odlingslandskap, trädgårdar och vinodlingar. Arten har återfunnits från låglänta kustområden upp till områden med en höjd av 2 300 meter över havet.
Ödlan är marklevande och gömmer sig gärna under buskar, bland stenar eller i hålor. Dess föda består i det vilda främst av små ryggradslösa djur som sniglar, snäckor och insekter men det har även uppgetts att den ibland tar små däggdjur som möss, andra mindre kräldjur, ägg och små fågelungar. Ofta kommer den fram efter regn för att söka efter föda eftersom snäckor och sniglar som är en stor del i dess diet kommer fram mer då det är fuktigt.
Fortplantningen är ovipar. Honan lägger cirka tio veckor efter parningen sex till tio ägg som hon sedan vaktar. Äggen kläcks efter omkring femtio dagar. De små ungarna mäter cirka 15 centimeter.